# مقاطعة كستر (داكوتا الجنوبية)
كستر (بالإنجليزية: Custer)‏ هي إحدى مقاطعات ولاية داكوتا الجنوبية في الولايات المتحدة الأمريكية.